# Handiwashing
 (juin 2024).
Le handiwashing est l'appropriation des luttes des personnes handicapées par des campagnes marketing visant à donner une image de marque éloignée de la réalité.
Les travailleurs en situation de handicap sont sensibles à leur accueil lors d'une intégration en entreprise, mais de nombreuses entreprises qui se revendiquent « handi-accueillantes » ne le sont pas en réalité. Le sujet du handicap est jugé « tendance » dans la communication des entreprises. D'après le chercheur et professeur en entrepreneuriat Jérémie Renouf, la difficulté à trouver de bons critères environnementaux, sociaux et de gouvernance (ESG) pour convaincre les investisseurs est l'une des causes de ce handiwashing, cette situation poussant à une surenchère de communication et de politiquement correct sans réelle mise en place des critères revendiqués.

## Affaires de handiwashing
Mis en cause pour handiwashing, le représentant des entreprises Café Joyeux, Yann Bucaille, s'est défendu de le pratiquer dans un droit de réponse publié sur le média Basta ! en 2020.
En 2021, l'entreprise EDF est mise en cause par le média Blast pour handiwashing, sa communication massive sur le handicap entrant en contradiction avec le licenciement d'un technicien ardennais handicapé et harcelé par sa hiérarchie depuis 2012.
En janvier 2022, le média Yanous épingle la direction du journal quotidien 20 Minutes pour une tentative d'écarter un collaborateur handicapé, dans un contexte où l'entreprise fait valoir qu'elle aurait des pratiques inclusives.
Fin 2022, la dermatologue Flora Fischer regrette dans la presse que la notion d'« inclusion » des personnes handicapées soit souvent galvaudée, de nombreux organismes se revendiquant « inclusifs » sans que cela se traduise par de réelles pratiques inclusives dans le vécu des personnes handicapées.

## Secteurs professionnels pratiquant le handiwashing
Le secteur de la mode est l'un de ceux accusés de handiwashing (en 2022), tout particulièrement pendant la Semaine de la mode de Paris : si quelques mannequins en situation de handicap sont mis en lumière, un grand manque de représentation du handicap persiste dans ce secteur au regard de la part que représentent les personnes handicapées parmi la population.
Le secteur de la publicité permet de constater le handiwashing, une analyse des clips publicitaires diffusés en 2020 en France révélant que seuls 1 % d'entre eux mettent en scène des personnes en situation de handicap, dans un contexte où certaines entreprises qui mettent en place ce type de campagnes n'appliquent pas réellement ce qu'elles vantent dans leurs communications,.